# Добрино (Белгородская область)
Добрино — хутор в Ракитянском районе Белгородской области. Входит в состав Илек-Кошарского сельского поселения.

## География
Находится в северо-западной части Белгородской области, в лесостепной зоне, в пределах юго-западных отрогов Орловско-Курского плато Среднерусской возвышенности, на левом берегу реки Илёк, на расстоянии примерно 14 километров (по прямой) к северо-западу от Ракитного, административного центра района.

### Климат
Климат характеризуется как умеренно континентальный, с относительно холодной зимой и продолжительным засушливым летом. Среднегодовая температура воздуха — 6,1 °C. Средняя температура воздуха самого холодного месяца (января) — −8,3 °C (абсолютный минимум — −36 °C); самого тёплого месяца (июля) — 20,4 °C (абсолютный максимум — 38 °C). Годовое количество атмосферных осадков — 504 мм, из которых 350 мм выпадает в период с апреля по октябрь.

### Часовой пояс
Хутор Добрино как и вся Белгородская область, находится в часовой зоне МСК (московское время). Смещение применяемого времени относительно UTC составляет +3:00.

## Население
| 2002 | 2010 |
| ---- | ---- |
| 53   | ↗81  |

### Половой состав
По данным Всероссийской переписи населения 2010 года в гендерной структуре населения мужчины составляли 44,4 %, женщины — соответственно 55,6 %.

### Национальный состав
Согласно результатам переписи 2002 года, в национальной структуре населения русские составляли 89 %.